# Dependencia de la Corona británica

Localización de las dependencias de la Corona.

Las dependencias de la Corona (en inglés: Crown dependencies) son territorios autónomos pertenecientes a la Corona británica que no forman parte del Reino Unido ni tienen estatus de territorio británico de ultramar. Son posesiones autogobernadas de la Corona —institución definida ad hoc en cada uno de los ordenamientos—, por lo que el monarca británico ejerce la más alta magistratura en ellas. Internacionalmente, las dependencias son consideradas «territorios de los que Reino Unido es responsable», más que Estados soberanos. Por ello, no son miembros de la Mancomunidad de Naciones. Sin embargo, mantienen relaciones con dicha Mancomunidad, con la Unión Europea y otras organizaciones internacionales como el Consejo Británico-Irlandés. No forman parte de la Unión Europea pero sí de su unión aduanera.

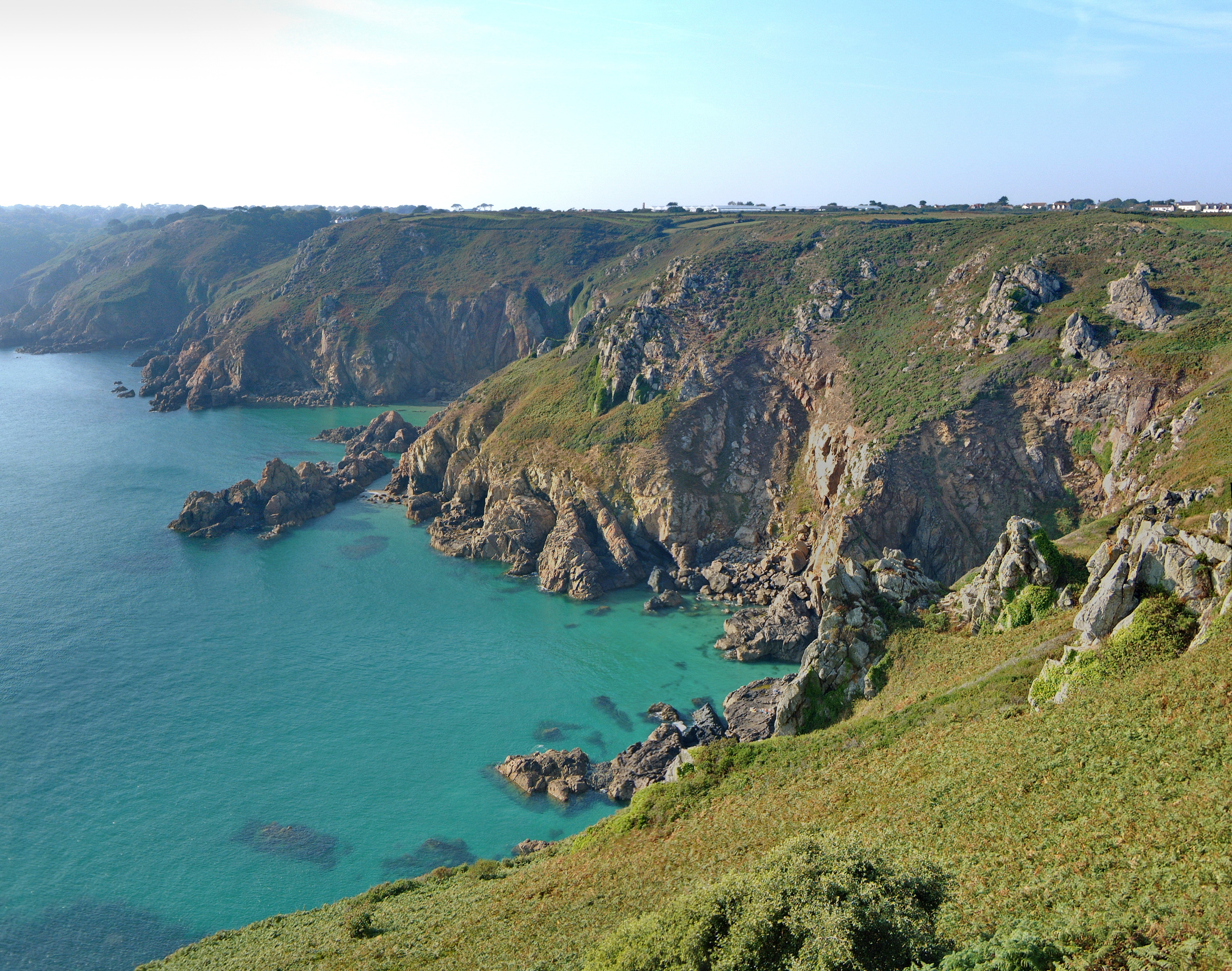
Guernsey

A pesar de que las dependencias de la Corona no son Estados soberanos, el poder de aprobar leyes que solo afecten a estos territorios depende en última instancia de sus órganos legislativos, con el consentimiento de la Corona —de su Consejo Privado o, en la Isla de Man y en determinados casos, del gobernador general—. El Reino Unido se encarga de la defensa y la representación internacional. El Parlamento británico se reserva el derecho a legislar sobre asuntos comunes y lo hace siempre en nombre del monarca.
El grado de autonomía es incluso más elevado que el que pueda tener un estado dentro de una federación. Las dependencias de la Corona tienen monedas, matrículas o servicios postales propios, entre otros.

## Datos básicos
| Dependencia            | Dependencia        | Dependencia                 | Localización       | Superficie en km² | Población | Capital          |
| ---------------------- | ------------------ | --------------------------- | ------------------ | ----------------- | --------- | ---------------- |
| Bandera de Isla de Man | Isla de Man        | Isla de Man                 | Mar de Irlanda     | 572               | 84 997    | Douglas          |
|                        | Bailía de Jersey   | Bailía de Jersey            | Canal de la Mancha | 118               | 106 800   | Saint Helier     |
|                        | Bailía de Guernsey | Guernsey Alderney Sark Herm | Canal de la Mancha | 78                | 65 849    | Saint Peter Port |

## Relación con el Reino Unido
Las dependencias de la Corona tienen el estatus internacional de «territorios de los que el Reino Unido es responsable» en lugar de Estados soberanos. La relación entre las dependencias de la Corona y el Reino Unido es «una relación de respeto y apoyo mutuo, es decir, una asociación».

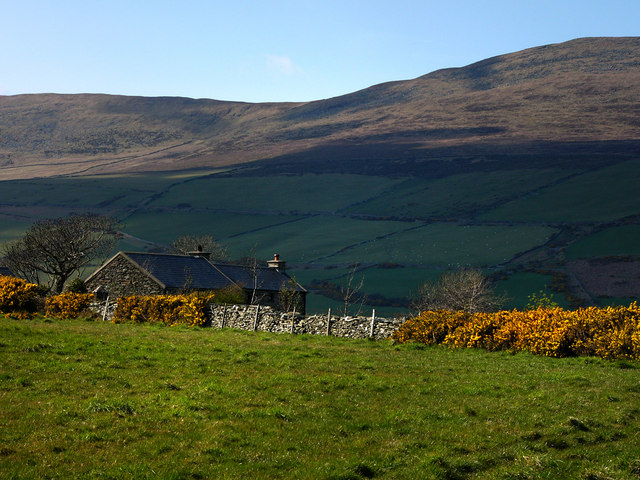
Paisaje de la Isla de Man

Hasta 2001, la responsabilidad de las relaciones del gobierno del Reino Unido con las dependencias de la Corona recaía en el Ministerio del Interior, pero luego se transfirió primero al Departamento del lord canciller, luego al Departamento de Asuntos Constitucionales y finalmente al Ministerio de Justicia. En 2010 el Ministerio de Justicia declaró que las relaciones con las dependencias de la Corona son responsabilidad del Gobierno del Reino Unido en su conjunto, siendo el Ministerio de Justicia el responsable de la relación constitucional y otros ministerios que participan con sus homólogos en las dependencias de la Corona de acuerdo con sus respectivas áreas de competencia.
El Gobierno británico es el único responsable de la defensa y la representación internacional (aunque, de conformidad con los acuerdos marco de 2007, el Reino Unido ha decidido no actuar internacionalmente en nombre de las dependencias de la Corona sin previa consulta). Las dependencias de la Corona se encuentran dentro de la Zona de Viaje Común y aplican la misma política de visados que el Reino Unido, pero cada dependencia de la Corona es responsable de sus propios servicios de aduanas e inmigración.
Las leyes del Parlamento británico no suelen aplicarse a las Islas del Canal y a la Isla de Man, a menos que se indique explícitamente. La legislación del Reino Unido no se extiende normalmente a ellas sin su consentimiento. Es muy inusual que una ley del Reino Unido se extienda de otra manera que no sea por medio de una Orden en Consejo. Cuando se considere aconsejable, las leyes del Parlamento pueden extenderse a las islas por medio de una Orden en Consejo (dando así al Gobierno del Reino Unido cierta responsabilidad de buen gobierno en las islas). Un ejemplo de ello fue la Ley de Televisión de 1954, que se amplió a las Islas Anglonormandas, a fin de crear una franquicia local de ITV, conocida como Channel Television. Por convención constitucional esto sólo se hace a petición de las autoridades insulares, y se ha convertido en una opción poco frecuente (dando así a las propias autoridades insulares la responsabilidad del buen gobierno en las islas); las islas suelen preferir hoy en día aprobar sus propias versiones de las leyes que dan efecto a los tratados internacionales.

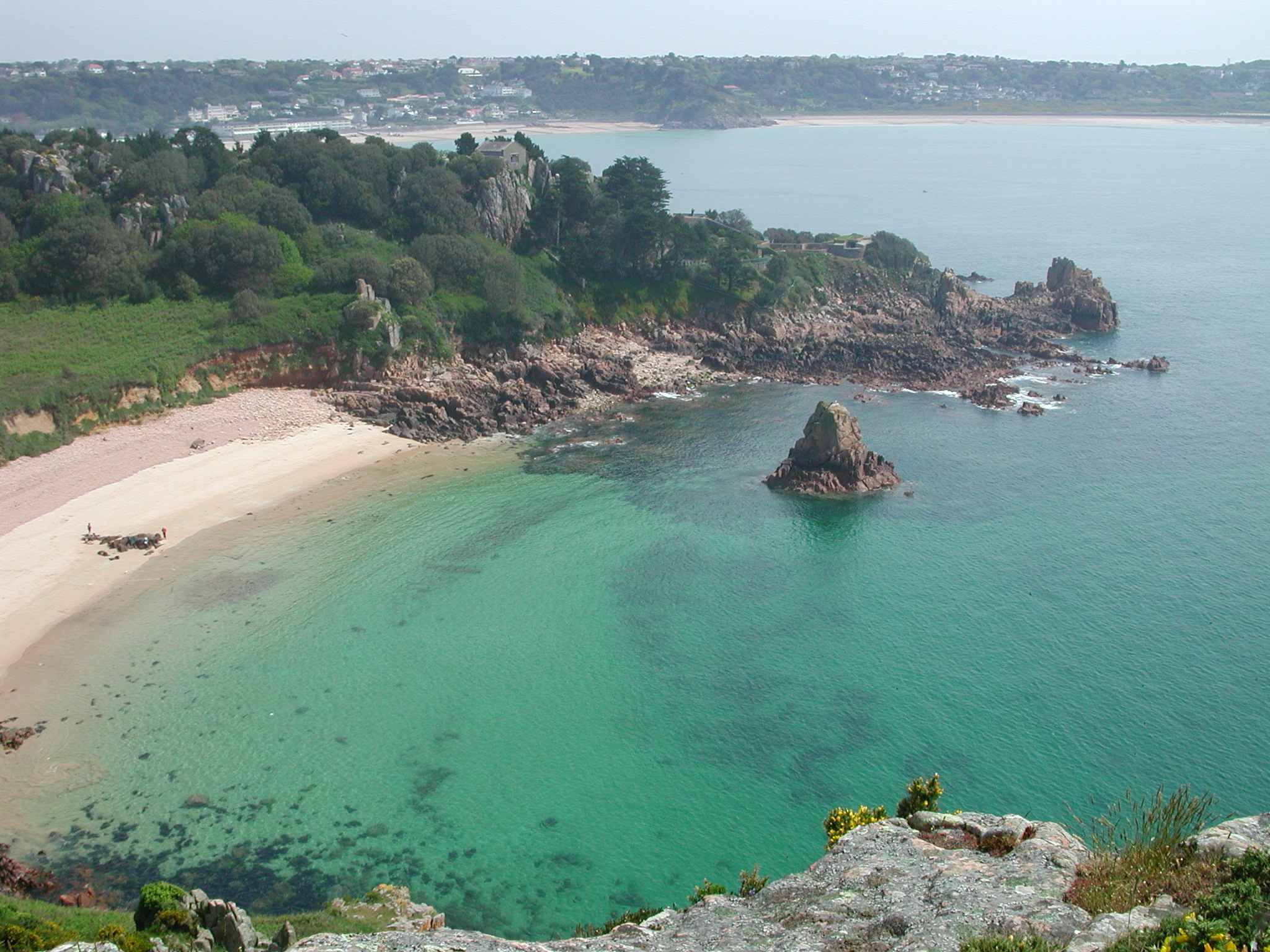
Una de las playas de Jersey

Westminster conserva el derecho de legislar para las islas contra su voluntad como último recurso, pero esto también se ejerce raramente, y puede, según la opinión jurídica del fiscal general de Jersey, haber caído en el desuso, aunque este argumento no fue aceptado por el Departamento de Asuntos Constitucionales. (La Ley de la Marina, etc., de radiodifusión (delitos) de 1967 fue una ley reciente que se extendió a la Isla de Man en contra de los deseos del Tynwald).
La Ley de los Estados de Jersey de 2005 estableció que todas las leyes del Reino Unido y los decretos en consejo debían remitirse a los Estados, dando así mayor libertad de acción a Jersey en los asuntos internacionales.
Al igual que en Inglaterra, pero no en el Reino Unido en su conjunto, la Iglesia de Inglaterra es la Iglesia establecida en la Isla de Man, Guernsey y Jersey. Aunque hay libertad de culto.